# Flavien Kouatcha
Flavien Kouatcha Simo est un agri-entrepreneur camerounais actif dans l'aquaponie. Il est lauréat du prix Pierre Castel en 2018.

## Biographie

### Enfance, formation et débuts
Flavien Kouatcha est né à Bandjoun dans la région de l'ouest Cameroun. Après l'obtention de son baccalauréat en électronique au Collège De La Salle de Douala, il est admis à l'IUT de Douala où il obtient un diplôme universitaire de technologie en Génie Électrique.  
Il travaille ensuite pendant trois ans dans la maintenance portuaire, puis décide de changer de secteur d'activité et se lance dans l'agriculture. Il crée son entreprise Save Our Agriculture en 2015.

### Carrière
Flavien Kouatcha, avec Save Our agriculture, commercialise dès 2015 des unités aquaponiques aux particuliers et professionnels en milieux urbains. L’idée est de permettre à ces personnes de pouvoir produire eux-mêmes leurs aliments.
En 2018, Flavien Kouatcha fait un chiffre d’affaires de 58 millions FCFA (88 549 euros). Ses premiers modèles d’unités aquaponiques en container 40 pieds sont prévus au début de 2020.
Il a présidé la jeune chambre internationale (JCI Cameroun) en 2019.

## Prix et distinctions
- Il est lauréat du prix Pierre Castel pour les entreprises agroalimentaires[7].